# Adelina Magnetti
Adelina Magnetti (Napoli, 3 gennaio 1880 – Bologna, 17 luglio 1963) è stata un'attrice italiana.

## Biografia
Esordì giovanissima, nel 1898, nel teatro comico con la compagnia di Eduardo Scarpetta al Teatro Bellini di Napoli, nella rappresentazione Nina Bonè, riscuotendo successi come primadonna.
Attrice inquieta, raggiunse l'apice della popolarità come soubrette alla moda nel 1901 con 'A Nanassa, al Teatro dei Fiorentini di Napoli, dopo di che decise, anche per il suo temperamento, di avvicinarsi alla prosa drammatica.
Grazie ai consensi ricevuti collaborò con la compagnia Molinari del Teatro Nuovo di Napoli, sede del "teatro d'arte" napoletano in concorrenza con Scarpetta.
Dopo aver incontrato l'attore e impresario teatrale Gennaro Pantalena, entrò nella sua compagnia, anch'essa in concorrenza con il teatro scarpettiano per diffondere il teatro dialettale, recitando nelle parti di "ingenua" con buoni apprezzamenti sia di critica sia di pubblico.
Durante la tournée americana, sostituì la prima attrice Renata Morandi,
e da allora diventò l'interprete principale del teatro napoletano, iniziato da Di Giacomo, Libero Bovio, Ernesto Murolo, Costagliola, Raffaele Chiurazzi, e proseguito da Raffaele Viviani e da Eduardo De Filippo, e dei più caratteristici personaggi femminili del repertorio dell'inizio del XX secolo.
Nel 1909, evidenziando una drammaticità vibrante di passionale femminilità, fu protagonista dell'Assunta Spina del drammaturgo Salvatore Di Giacomo.
Nel 1910 interpretò come protagonista nelle rappresentazioni Anema bella e Addio mia bella Napoli di Ernesto Murolo, in Malia di Luigi Capuana, tradotto in napoletano da Libero Bovio.
L'anno seguente vestì i panni dell'eroina in O Giovannino o la morte di Ernesto Murolo e Matilde Serao e nel 1913 l'inquieta Bernardina Pisa nel Masaniello di Aniello Costagliola.
Intanto, nel 1912 fondò una nuova compagnia con Giulio Donadio e Gennaro Pantalena, ma ebbero problemi economici.
Dopo aver ottenuto il successo del pubblico di Napoli e delle altre città italiane, considerata da molti critici teatrali la Eleonora Duse del teatro napoletano, si ritirò nel 1923, soggiornando a Napoli fino al 1946, dopo di che si trasferì nella Casa di riposo Lyda Borelli per artisti, a Bologna, dove morì nel 1963.